# Wilhelm Reibert
Wilhelm Reibert (* 8. September 1900 in Himbach; † 13. Juni 1966 in Frankfurt am Main) war ein deutscher Jurist und Offizier.
Reibert diente zunächst in der Preußischen Armee und während der Weimarer Republik in der Reichswehr als Kompaniefeldwebel der 16. Kompanie des 15. Infanterie-Regiments. Reibert studierte Rechtswissenschaften an der Universität Marburg, wo er 1933 seine Dissertation mit dem Thema „Ist der § 54 Abs. II der Geschäftsordnung für den Reichstag vom 31. März 1931 mit der Reichsverfassung vereinbar?“ verfasste.
1934 zum Hauptmann befördert, wurde er 1938 als Chef der 3. Kompanie an der Heeresunteroffiziersschule Potsdam eingesetzt. Seit dem 1. Juni 1943 – seit 1944 als Oberst – war er im Oberkommando des Heeres beim späteren Generalinspekteur für den Führernachwuchs tätig.
Er war langjähriger Herausgeber des nach ihm benannten Soldatenhandbuches Der Reibert. Dieses Handbuch für die Truppenteile des Heeres erschien in zahlreichen Auflagen von 1929 bis 1945, zunächst unter dem Titel Der Dienstunterricht im Reichsheer, dann Der Dienstunterricht im Heere, seit 1959 neubearbeitet als Der Reibert im Berliner Verlag E. S. Mittler & Sohn. Von 1951 bis 1954 war Reibert Inhaber des Mittler-Verlags, den er aus dem Besitz der Gründerfamilie Toeche-Mittler erworben hatte. 1975 verkauften die Erben von Reibert den Verlag an den Maximilian-Verlag, Herford.